# Camille Desmoulins
Lucie-Simplice-Camille-Benoist Desmoulins (Guise, Aisne, 2 de março de 1760 – Paris, 5 de abril de 1794) foi um advogado, jornalista e revolucionário francês.

## Biografia
Camille Desmoulins é filho de Jean-Benoît-Nicolas Desmoulins (1725-1794), senhor de Bucquoy e de Sémery, tenente-general do bailiado de guise, em Picardia e de Marie-Madeleine Godart. Possui sete irmãos e irmãs. Camille entra como bolsista ao Liceu Louis-le-Grand, onde recebe uma boa educação: ele foi premiado pelo concurso geral, no mesmo ano em que seu colega Maximilien de Robespierre. Ele se torna em seguida advogado em Paris.
Ele se torna parte da comitiva de Mirabeau. Apesar da notável gagueira, tornou-se um dos principais oradores da Revolução Francesa. Conta-se que, ao fazer discursos públicos, a gagueira sumia. Seu primeiro grande discurso foi realizado diante da multidão reunida nos jardins do Palais-Royal em frente ao café du Foy em 14 de julho de 1789 após a demissão de Necker. Mais tarde, neste mesmo dia, a Bastilha seria derrubada.
Estreou como jornalista em novembro de 1789, quando publicou "Les Révolutions de France et de Brabant", comumente chamado de "Révolutions", jornal que contará com 86 números. Ele denunciou constantemente a ideia de uma conspiração aristocrática. Ele se opôs igualmente ao voto censitário, declarando que tal modo de eleição teria excluído Jesus Cristo ou Jean-Jacques Rousseau. Seu jornal é suspenso após a manifestação do tiroteio Champ-de-Mars, 17 de julho de 1791, embora ele mesmo não tenha feito parte deste evento. Outra de suas lutas foi pelo voto das mulheres.
Antes da declaração de guerra de 1792, ele é a favor da paz, como seu amigo Robespierre. Porém, depois muda de ideia para ficar ao lado de Danton e Marat. Depois de 10 de agosto de 1792 e a queda da monarquia, tornou-se secretário do Ministério da Justiça, chefiado por Danton. Desmoulins se torna cada vez mais envolvido no processo de repressão contra os revolucionários. É eleito para a Convenção Nacional, onde ele se senta entre os Montagnards, mas não desempenha um papel significativo. Muitos de seus contemporâneos o viam como um orador brilhante, mas incapaz de desempenhar um papel político. Opôs-se muito a Jacques-Pierre Brissot, a quem acusa de ser corrupto. Publica contra ele "Brissot dévoilé" e "Histoire de brissotins", onde lembra a versatilidade de seu oponente, antigo próximo de La Fayette.
Aos poucos, Desmoulins se afasta dos Montagnards, notadamente após a condenação dos girondinos, 30 de outubro de 1793. Funda, então, um novo jornal, "Le vieux cordeliers", onde ataca os Enragés e lança apelos à clemência. Em uma de suas matérias, ele pergunta-se porque a clemência se teria tornado um crime na República.
Considerado dantonista, é preso ao mesmo tempo que eles, em 31 de março de 1794. Apesar de sua antiga amizade com Robespierre, o decreto de sua prisão é assinado também por este.
Durante o julgamento, é "excluído dos debates" (impedido de falar em defesa própria) por insultar o Tribunal Revolucionário. É guilhotinado em 5 de abril de 1794, juntamente com Danton e outros.
Camille Desmoulins casou-se em 1790 com Anne Lucile Laridon-Duplessis.
Ela será igualmente guilhotinada uma semana mais tarde, em 13 de abril de 1794, acusada de haver conspirado para uma revolta contra o Tribunal Revolucionário para libertar seu marido (acusação esta que não dispunha de nenhuma prova).
O filho de Camille e Lucile, Horace-Camille Desmoulins, é criado por Annette e Adéle Duplessis.

## Romance
- 2008: L'Archange et le Procureur, Christophe Bigot, Edições Gallimard (Paris), ISBN 9782070120840
- "The Gods are Thirsty-a novel of the french revolution", Tanith Lee.

## Representações
- Danton : (Andrzej Wajda, 1982), com Gérard Depardieu.